# Igor Basinski
Igor Michajłowicz Basinski (ros. Игорь Михайлович Басинский; biał. Ігар Міхайлавіч Басінскі; ur. 11 kwietnia 1963 w Grodnie) – białoruski strzelec sportowy. Wielokrotny medalista olimpijski.

## Kariera sportowa
Specjalizował się w strzelaniu z pistoletu. Brał udział w czterech igrzyskach olimpijskich (IO 88, IO 96, IO 00, IO 04). W 1988, w barwach Związku Radzieckiego, zdobył brąz w strzelaniu z pistoletu dowolnego na dystansie 50 metrów. W tej konkurencji był drugi w 1996 i 2000, już jako reprezentant Białorusi. W 2000 był również trzeci w pistolecie pneumatycznym (10 m). Indywidualnie był m.in. mistrzem świata w 1986 i srebrnym medalistą w 1994 i 1998 w pistolecie pneumatycznym na dystansie 10 m. W pistolecie dowolnym  był drugi w 1986 i trzeci w 1998. Na mistrzostwach Europy zdobył łącznie kilkanaście medali, w konkurencjach seniorów i juniorów.